# Códice de Sustancias Químicas para Alimentos
El Códice de Sustancias Químicas para Alimentos (Food Chemicals Codex, FCC) es un compendio internacionalmente reconocido de estándares de calidad, identidad y pureza para ingredientes alimentarios, publicado por la Convención Farmacéutica de los Estados Unidos (US Pharmaceutical Convention, USP). Incluye especificaciones de la fórmula química, estructura y peso molecular de los ingredientes, además de funciones, definiciones e información sobre embalaje, almacenamiento y etiquetado.

## Alcance
El FCC comprende más de 1250 monografías, que incluyen productos químicos de grado alimenticio, coadyuvantes de procesamiento, alimentos (como aceites vegetales, fructosa, suero y aminoácidos), aromatizantes, vitaminas e ingredientes alimentarios funcionales (como licopeno, olestra y fructooligosacáridos de cadena corta). El FCC también contiene ingredientes, como sacarosa y aceites esenciales, que no se encuentran con frecuencia en otros recursos de estándares de aditivos alimentarios.
Proporciona criterios y métodos analíticos esenciales para autenticar y determinar la calidad de los ingredientes alimentarios. Los estándares del FCC se utilizan como estándares acordados entre proveedores y fabricantes en las decisiones y transacciones de compra y suministro en curso.
El FCC tiene dos secciones principales: monografías y apéndices. Las monografías se enumeran alfabéticamente y generalmente cubren un solo ingrediente. Las monografías, cuando corresponde, brindan información sobre cada ingrediente, como:
- Estructura química
- Fórmula química
- Masa molecular
- Número de INS
- Número de registro CAS
- Función
- Definición
- Embalaje
- Almacenamiento
- Requisitos de etiquetado
- Espectroscopia infrarroja

También hay varias monografías de "temas", que cubren grupos de sustancias. Estas incluyen "preparaciones de enzimas", "almidón alimenticio" y "oleorresinas de especias". Además, se incluyen especificaciones, que consisten en una serie de pruebas, procedimientos para las pruebas y criterios de aceptación. Las monografías también pueden detallar los estándares de referencia de la USP y/u otros materiales necesarios para el desempeño de la prueba. Los apéndices de la FCC contienen una guía paso a paso para las pruebas físicas y químicas generales y el uso de aparatos, así como información generalmente útil, como las buenas prácticas de fabricación de ingredientes alimentarios.
Los estándares del FCC se establecen, evalúan y revisan con rigor científico en un proceso abierto y colaborativo que involucra a científicos de la USP, representantes gubernamentales, voluntarios expertos y aportes públicos. Los estándares son aprobados por un Comité de Expertos que incluye líderes técnicos expertos de la industria, la academia y los organismos reguladores de todo el mundo.

## Historia
El FCC se publica desde 1966.
Antes de la década de 1960, aunque la Administración Federal de Alimentos y Medicamentos (FDA) de Estados Unidos tenía mediante reglamentos y declaraciones informales definidos en términos generales requisitos de calidad para los productos químicos alimentarios Generalmente Reconocidos Como Seguros (GRAS, Generally Recognized As Safe), estos requisitos no se publicaban en las reglamentaciones oficiales ni estaban diseñados para ser suficientemente específicos, por lo que se restringió su uso como orientación general. Por estas y otras razones, el Comité de Protección de Alimentos de la Academia Nacional de Ciencias-Consejo Nacional de Investigación recibió solicitudes en 1958 de su Panel de Enlace de la Industria y otras fuentes para emprender un proyecto diseñado para producir un Codex de Productos Químicos Alimentarios comparable en muchos aspectos a la la Farmacopea de los Estados Unidos (USP) y el Formulario Nacional (NF). En respuesta a estas solicitudes, se solicitó el asesoramiento de comités especiales compuestos por representantes de la industria, organismos gubernamentales y otros con experiencia en el funcionamiento de la IP y la Federación Nacional. Como resultado, en 1966, esta primera edición de la FCC fue publicada por el Instituto de Medicina (IOM) para la FDA.
USP adoptó el FCC en 2006. USP inició la versión en línea del FCC desde 2008. El FCC se publica cada dos años en formatos impresos y en línea y se ofrece como una suscripción que incluye una edición principal y suplementos intermedios. Todos los estándares y revisiones propuestos para el FCC se publican primero en el Foro FCC gratuito en línea para un período de comentarios públicos de 90 días. Hasta ahora, el FCC se ha reimpreso once veces y la duodécima versión del FCC será efectiva a partir del 1 de diciembre de 2020.

## Ediciones

### Última edición (la duodécima edición)
El FCC 12 tiene más de 80 monografías nuevas y actualizadas en comparación con FCC 11.
Más de 1250 monografías que incluyen:
- Probióticos y prebióticos
- Sabores
- Conservantes
- Edulcorantes
- Grasas y aceites
- Nutrientes
- Colorantes
- Ingredientes de la fórmula infantil

18 apéndices que brindan una guía clara paso a paso para más de 150 pruebas y ensayos, que incluyen:
- Prueba de límite de plomo
- Guía de mitigación del fraude alimentario
- Orientación sobre el desarrollo y la validación de pruebas no dirigidas[5]

### Primera edición
El Comité de Protección de Alimentos comenzó en 1961 para proporcionar estándares de calidad objetivos para los productos químicos de grado alimenticio. Partes de la primera edición se publicaron en hojas sueltas entre 1963 y 1966.
El alcance de la primera edición se limita a sustancias susceptibles de caracterización química o estandarización biológica que se agregan directamente a los alimentos para realizar alguna función deseada. Dichas sustancias se seleccionaron entre los aditivos alimentarios generalmente reconocidos como seguros, los aprobados por sanciones previas y aquellos para los que las regulaciones de la FDA han establecido tolerancias de uso especiales.

### Segunda edición
Esta edición, un poco más grande que la primera, contiene 639 monografías.

### Tercera edición
Las especificaciones de esta edición del FCC fueron reconocidas oficialmente no solo por la FDA sino también, bajo ciertas condiciones, por las autoridades de Canadá, Australia, Nueva Zelanda y el Reino Unido. Esta edición muestra diferencias sustanciales en formato con respecto a su predecesora de 9 años, incluidas páginas mucho más grandes y diseño de dos columnas. La adición de 113 nuevas monografías eleva el número total a 776, que abarcan más de 800 sustancias. Por primera vez, estos incluyen materiales como la dextrosa y la fructosa, considerados más generalmente como alimentos que como aditivos. Solo se ha suprimido una monografía, para la solución de sulfato de aluminio, porque parece que ya no se utiliza en los alimentos.
La sección de monografía anteriormente titulada 'Especificaciones' se ha cambiado a 'Requisitos', y esto también incluye cualquier prueba de identificación que apareciera anteriormente en una sección de 'Descripción'.
Otros cambios en esta edición son la inclusión por primera vez de las directrices generales de Buenas Prácticas de Fabricación (BPF) para productos químicos alimentarios, y el abandono de una política anterior por la cual las especificaciones para sustancias individuales se aplicaban también a mezclas de la sustancia primaria con aditivos como agentes antiaglutinantes, antioxidantes y emulsionantes.

### Cuarta edición
Se agregan 52 nuevas monografías a la tercera edición, lo que hace un total de 967 monografías.
En el transcurso de las cuatro ediciones, FCC se ha ampliado para incluir no solo aditivos alimentarios, sino también sustancias que entran en contacto con alimentos y sustancias que son alimentos (por ejemplo, fructosa y dextrosa). Sin embargo, ahora se han eliminado tres monografías anteriores (es decir, carragenina, antranilato de cinamilo y formiato de metilo) debido a circunstancias alteradas y ahora se hace especial hincapié en reducir los contaminantes, en particular el plomo.

### Sexta edición
Esta edición fue la primera bajo la dirección de la USP. Esta edición contiene más de 1000 monografías estándares y pruebas para asegurar la identidad, calidad y pureza de los ingredientes alimentarios.

### Octava edición
Esta edición autorizada proporciona:
- Más de 1100 monografías, que incluyen fórmula y estructura química, peso, función, definición, empaque y almacenamiento, requisitos de etiquetado, procedimientos de prueba y más.
- Catorce apéndices, que detallan más de 150 pruebas y ensayos, con orientación paso a paso para el análisis de enzimas, impurezas como metales y pesticidas y marcadores para pruebas de autenticidad, entre otros.
- Información general, que incluye información relevante sobre una variedad de temas, incluidas las pautas de GMP para productos químicos alimentarios, una tabla de comparación y contraste de las BPF de alimentos y medicamentos, una tabla de citas donde la FCC se ha incorporado por referencia en el Código de Regulaciones Federales de Estados Unidos, directrices de validación de métodos AOAC International/Organización Internacional de Normalización (ISO)/Unión Internacional de Química Pura y Aplicada (IUPAC), e introducciones útiles en una variedad de diferentes métodos de prueba analítica.

Esta edición también presenta por primera vez el contenido completo de la próxima base de datos de fraude alimentario de la USP. La base de datos presenta más de 1300 entradas sobre adulterantes reportados para ingredientes específicos y el método de detección analítico correspondiente. Basado en manuscritos académicos y artículos de los medios de comunicación de 1980 a 2010, sirve como base sobre problemas de fraude y puede ser una herramienta de gestión de riesgos útil para la industria, los reguladores y otras partes interesadas.

### Novena edición
La novena edición incluye las últimas especificaciones para la identidad y pureza de aproximadamente 1200 ingredientes alimentarios, incluidos métodos de prueba y orientación clave sobre cuestiones críticas.
Entre las nuevas monografías de la FCC se encuentra la espirulina, un ingrediente alimentario que la FDA de los Estados Unidos aprobó recientemente como fuente natural de color azul para dulces y chicles. Los formuladores también usan espirulina en barras de alimentos especiales, bebidas nutricionales en polvo, entre otros productos debido a su contenido de proteína no animal.
Otra monografía incluida en esta edición de FCC es el negro brillante BN, un colorante alimentario sintético utilizado en productos que requieren el color negro en su formulación (mermeladas, jarabe de chocolate y dulces son ejemplos comunes). Aunque la FDA no ha aprobado la NP negra brillante como colorante para alimentos en los Estados Unidos, su uso en alimentos está aprobado actualmente en muchos otros países.

## Usos
El FCC se cita más de 200 veces en el Código de Regulaciones Federales de Estados Unidos y está reconocida por organismos reguladores de todo el mundo, incluidos Estados Unidos, Argentina, Australia, Brasil, Canadá, Israel, Nueva Zelanda, Paraguay y Uruguay.

## Relaciones

### JECFA
El FCC[cita requerida] y las normas del Comité Mixto FAO / OMS de Expertos en Aditivos Alimentarios (JECFA) se utilizan en todo el mundo. La FCC es un compendio más completo e incluye ingredientes que no son considerados por el JECFA. Más específicamente, la FCC es un compendio de todos los ingredientes alimentarios, mientras que el JECFA solo considera los "aditivos alimentarios" para su inclusión en su compendio. Ejemplos de sustancias incluidas en el FCC, pero no en las normas del JECFA, son aceite de soja, sacarosa, fructosa y cloruro de sodio, sustancias consideradas por el JECFA como alimentos o ingredientes alimentarios, pero no "aditivos alimentarios". Además, el FCC considera la inclusión de aceites esenciales, ingredientes alimentarios funcionales e ingredientes autodeterminados y notificados por GRAS de EE. UU. La gama más amplia de ingredientes que engloba el FCC genera un compendio para la industria alimentaria que a menudo se considera más completo y útil.

### GRAS
Como una lista de sustancias alimenticias que no requieren una revisión formal previa a la comercialización por parte de la FDA para garantizar su seguridad, la lista GRAS está directamente regulada y actualizada por la FDA. Para 1997, la FDA había llegado a la conclusión provisional de que ya no podía dedicar recursos sustanciales al proceso de petición de afirmación GRAS. Como resultado, la FDA lanzó el Programa de Notificación GRAS para actualizar la lista. Los estándares del FCC son revisados y aprobados por expertos independientes. Para que una sustancia sea  considerada GRAS, los datos y la información científicos sobre el uso de una sustancia deben ser ampliamente conocidos y debe haber un consenso entre expertos calificados de que esos datos e información establecen que la sustancia es segura en las condiciones de su uso previsto. Todos los estándares y revisiones propuestos para la FCC se publican primero en el Foro FCC gratuito en línea para un período de comentarios públicos de 90 días.